# سانحه سقوط بالگرد نیروی دفاعی لسوتو (۲۰۱۷)
سانحه سقوط بالگرد نیروی دفاعی لسوتو (۲۰۱۷) در روز ۱۳ آوریل ۲۰۱۷، در نزدیکی منطقهٔ کوهستانی تابا پوتسوا در ناحیه ماسرو رخ داد. یک فروند یوروکوپتر ئی‌سی۱۳۵ متعلق به نیروهای دفاعی لسوتو در مسیر انتقال پرداختی‌ها به مناطق دورافتاده سقوط کرد. این بالگرد حامل سه نفر از کارکنان نظامی و یک مقام وزارت دارایی بود. در پی سقوط، هر چهار سرنشین کشته شدند.

## بالگرد سانحه‌دیده
بالگردی که در این سانحه سقوط کرد، از نوع یوروکوپتر ئی‌سی۱۳۵ بود و در اختیار نیروی هوایی نیروهای دفاعی لسوتو قرار داشت.

## شرح سانحه
بالگرد سانحه‌دیده حامل سه نفر از نیروهای نظامی و یک کارمند وزارت دارایی بود که برای تحویل حقوق بازنشستگی به منطقه اعزام شده بودند. طبق گزارش مقامات، بالگرد پس از برخورد با خطوط انتقال برق در ناحیه‌ای کوهستانی در نزدیکی رشته‌کوه تابا پوتسوا سقوط کرد. در پی این حادثه، دو سرباز در محل جان باختند و دو نفر دیگر به شدت مجروح شدند. با وجود انتقال دو مجروح به بیمارستان، هر دو بعداً جان خود را از دست دادند. وزیر دفاع لسوتو، تسلیسو موخوسی، اعلام کرد که روز بعد از وقوع حادثه از محل سانحه بازدید خواهد کرد.